# Fútbol Club Cartagena "B"
El Fútbol Club Cartagena "B" es un club de fútbol de España, de la ciudad de Cartagena en España. Fue fundado en el año 2015 y juega en la Tercera Federación.

## Historia
El 1 de julio de 2015 se crea el Fútbol Club Cartagena "B" tras la absorción de la A. D. Soho-Medi C. F. por parte del Fútbol Club Cartagena. El club albinegro lo estructura como segundo filial, siendo el primero el C.D. Algar ante la necesidad de tener un equipo de base de categoría juvenil. 
Antes de la absorción, el Soho-Medi había descendido a Primera Autonómica por lo que el nuevo club empezó en esta categoría. En su primer año logró el ascenso directo a Preferente Autonómica tras quedar segundo clasificado.
En 2016 se convirtió en el primer filial del Fútbol Club Cartagena después de que no se renovara el acuerdo con el C. D. Algar. En su única temporada en Preferente Autonómica, la 2016-17, consiguió el ascenso a Tercera División a pesar de caer eliminado en la promoción, después de que el CF Lorca Deportiva asegurase su ascenso a Segunda División B y quedara la plaza vacante.
Debutó en Tercera División con un meritorio octavo lugar en la temporada 2017-18, pasando a sufrir por la permanencia en la temporada siguiente. En el año 2020 se suspenderían las competiciones a causa de la Pandemia de COVID-19 quedan el equipo filial decimotercer clasificado.
En la temporada 2020-21 realizó una gran temporada en la que fue durante mucho tiempo líder de subgrupo, y lograría clasificarse para los play-off de ascenso a la recién creada Segunda Federación. En los play-off se llegó a la final ante el Mar Menor F. C. en el estadio Pitín de San Javier, donde los locales ante su público hicieron valer su mejor clasificación en liga para lograr el ascenso a pesar del empate final.
La temporada siguiente, la 2021-22 es la del ascenso a Segunda Federación. Tras una temporada espectacular, el filial albinegro queda segundo clasificado tan solo superado por un Yeclano Deportivo que logró unos registros impresionantes. En el play-off de ascenso territorial eliminó a La Unión Atlético y al Racing Murcia; y en la eliminatoria decisiva a nivel nacional se impuso al Quintanar del Rey en un dramático partido disputado en Las Rozas y que se decidió en la prórroga tras levantar un resultado adverso.
En su primera temporada en Segunda Federación en la temporada 2022-23, el F. C. Cartagena "B" queda en mitad de tabla en una exitosa novena posición; teniendo en cuenta que se trata de un grupo de apenas dieciocho equipos con cinco descensos directos. La temporada siguiente, sin embargo, realiza una temporada muy discreta y desciende de categoría como último clasificado.

## Estadio
El Fútbol Club Cartagena "B" alterna sus partidos entre el estadio Municipal Juan Ángel Zamora de Ciudad Jardín, el estadio Mundial 82 de San Ginés, la ciudad deportiva de La Manga; e incluso el estadio Municipal Cartagonova.

## Entrenadores
- 2015-2017  Víctor Basadre
- 2017-2018  Juan Lillo Nieto
- 2018-2020  David Bascuñana
- 2020-2025  Pepe Aguilar[3]
- 2025-Actualidad  Pablo Santis-Mandiola[4]

## Datos del club
- Temporadas en Primera División: 0
- Temporadas en Segunda División: 0
- Temporadas en Segunda Federación: 2
- Temporadas en Tercera División: 4
- Mejor puesto en la liga: 9º (Segunda Federación, temporada 2022/23).
- Peor puesto en la liga: 17º (Tercera División de España, temporada 2018/19).

## Trayectoria
| Temporada | Categoría             | Puesto |
| 2015-16   | Primera Autonómica    | 2º     |
| 2016-17   | Preferente Autonómica | 3º     |
| 2017-18   | Tercera División      | 8º     |
| 2018-19   | Tercera División      | 17º    |
| 2019-20   | Tercera División      | 13º    |
| 2020-21   | Tercera División      | 4º     |
| 2021-22   | Tercera Federación    | 2º     |
| 2022-23   | Segunda Federación    | 9º     |
| 2023-24   | Segunda Federación    | 18º    |